# إم 4 (مترو إسطنبول)
قطار M4 (بالتركية: M4 Kadıköy - Sabiha Gökçen Havalimanı Metro) هو خط نقل سريع لمترو إسطنبول يظهر باللون الزهري على الخرائط وعلامات الطرق، وافتتح في عام 2012. وهو أول مترو في الجهة الآسيوية في إسطنبول، ويعمل الخط تحط الطريق السريع D100 وينفصل عنه في محطة مستشفى فوزي شقماق.

## تاريخ
هذا جدول زمني يوضح كيف بني المترو من بدايته إلى افتتاحه الكامل:
- بدأ حفر الأنفاق في 21 مارس 2008
- ركبت أول مركبة في النفق في 27 يناير 2011
- إكتملت حفر الأنفاق في أكتوبر 2011
- تم تشغيل نظامات الإشارات على السكك في مارس 2012
- بدأت التجربات في 8 مايو 2012
- أعلن وقتها الرئيس الوزراء التركي رجب طيب أردوغان فتح المرحلة الأولى للقطار (قادي كوي - كارتآل) في حفلة إفتتاحية في 17 أغسطس 2012
- فتحت محطة أييرليك تششمسي في 29 أكتوبر 2013
- افتتحت المرحلة الثانية (كارتآل - طفشان تبة) للقطار في 10 أكتوبر 2016
- افتتحت المرحلة الثالثة (طفشان تبة - مطار صبيحة غوكشن) للقطار في 2 أكتوبر 2022

## المحطات
جميع المحطات تحط الأرض.
| المحطة                  | المنطقة  | تحويلات | ملاحظات                                                  |
| ----------------------- | -------- | --- | -------------------------------------------------------- |
| قاضي كوي                | قاضي كوي | ⛴️・ حافلات İETT: 1, 3, 3A, 3B, 8, 8A, 11D, 12A, 12H, 13, 13B, 13Y, 14, 14A, 14C, 14D, 14DK, 14E, 14F, 14K, 14KS, 14M, 14R, 14S, 14ŞB, 14Y, 15BK, 15F, 15TK, 16, 16D, 16K, 16KH, 16Y, 17, 17L, 18K, 19, 19EK, 19F, 19S, 21A, 21C, 21G, 21K, 21U, 110, 120M, 125, 130Ş, 222, 319, 500A, 500T حافلات Havabüs:                                | ميناء عبارات TURYOL وİDO وجزيرة الأميرات. ميدان قاضي كوي |
| أييرليك تششمسي          | قاضي كوي | حافلات İETT: 3, 12, 12A, 13, 13B, 14, 14D, 14F, 14K, 14M, 14R, 14Y, 14YK, 15F, 19A, MR9 | تبة نوتيلوس مول                                          |
| أجي بادم                | قاضي كوي | حافلات İETT: 3A, 11T, 13M, 13Y, 14A, 14BK, 14DK, 15BK, 16A, 16B, 16C, 16F, 16KH, 16M, 16U, 16Y, 16Z, 17K, 18E, 18K, 18Y, 18Ü, 19, 19A, 19B, 19E, 19FK, 19H, 19T, 19Z, 20E, 20Ü, 21B, 21C, 21G, 21K, 21U, 130, 130A, 130Ş, 319, 320A, E-10, E-11                                                                                            |                                                          |
| أن ألان                 | قاضي كوي | حافلات İETT: 3A, 11T, 130, 13M, 13Y, 14A, 14BK, 14DK, 15BK, 16A, 16, B, 16C, 16F, 16KH, 16M, 16S, 16U, 16Y, 16Z, 17K, 17P, 18A, 18E, 18K, 18M, 18Ü, 18V, 18Y, 19, 19A, 19B, 19E, 19FK, 19H, 19T, 19Z, 20E, 20Ü, 21B, 21C, 21G, 21K, 21U, 130A, 130Ş, 319, 320A, E-10, E-11 حافلات Havabüs: SG-1                                            | أكاسيا مول                                               |
| غوز تبة                 | قاضي كوي | حافلات İETT: 3A, 8E, 9K, 10E, 10G, 11T, 13M, 13Y, 14A, 14B, 14BK, 14ES, 15BK, 15ÇK, 15SK, 16A, 16B, 16C, 16F, 16KH, 16M, 16S, 16U, 16Y, 16Z, 17K, 17P, 18A, 18E, 18K, 18M, 18Ü, 18V, 18Y, 19, 19A, 19B, 19E, 19FK, 19H, 19T, 19Z, 20D, 20E, 20K, 20Ü, 21B, 21C, 21G, 21K, 21U, 129T, 130, 130A, 130Ş, 202, 251, 252, 319, 320A, E-10, E-11 | جامعة اسطنبول الحضارية                                   |
| يني صحارى               | قاضي كوي | حافلات İETT: 8A, 8Y حافلات Havabüs: SG-1 | أوبتيموم مول                                             |
| كوزياتاغي               | قاضي كوي | حافلات İETT: 14KS, 14T, 15KB, 16A, 16B, 16C, 16F, 16FK, 16KH, 16S, 16U, 16Y, 16Z, 17K, 17P, 19, 19B, 19FK, 19H, 19Z, 21B, 21C, 21G, 21K, 21U, 129L, 129T, 130, 130A, 130Ş, 251, 252, 319, 500T, E-10 | كوزياتاغي سيتيز مول                                      |
| بستانجي                 | قاضي كوي | حافلات İETT: 10, 13AB, 14KS, 14T, 15KB, 16A, 16B, 16C, 16F, 16KH, 16S, 16U, 16Y, 16Z, 17K, 17P, 19, 19B, 19D, 19FK, 19H, 19SB, 19Z, 21B, 21C, 21G, 21K, 21U, 129L, 130, 130A, 130Ş, 251, 319, 500T, E-10 |                                                          |
| كوتشوك يالي             | مال تبة  | حافلات İETT: 16A, 16B, 16C, 16KH, 16S, 16U, 16Y, 16Z, 17K, 17P, 19B, 19H, 19Z, 21C, 21G, 21K, 21U, 130, 130A, 130Ş, 251, 500T, KM41, KM45 | هل تاون مول                                              |
| مال تبة                 | مال تبة  | حافلات İETT: 16A, 16B, 16C, 16KH, 16S, 16U, 16Y, 16Z, 17K, 17P, 21C, 21G, 21K, 21U, 130, 130A, 130Ş, 133N, 251, 500T, E-10, KM42, KM43, KM44 |                                                          |
| هزر أيفي                | مال تبة  | حافلات İETT: 16B, 16C, 16KH, 16S, 16U, 16Y, 16Z, 17K, 17P, 21C, 21G, 21K, 21U, 130, 130A, 130Ş, 133N, 136, 136R, 136Z, 251, 500T, E-10 |                                                          |
| غول سويو                | مال تبة  | حافلات İETT: 16B, 16C, 16KH, 16S, 16U, 16Y, 16Z, 17K, 17P, 21K, 21U, 130, 130A, 130Ş, 133N, 251, 500T, E-10 |                                                          |
| إسن كنت                 | مال تبة  | حافلات İETT: 16B, 16C, 16KH, 16S, 16U, 16Y, 16Z, 17K, 17P, 21K, 21U, 130, 130A, 130Ş, 500T, E-10, KM30, KM33 |                                                          |
| مستشفى عدلية            | كارتآل   | حافلات İETT: 16C, 16KH, 16S, 16U, 16Z, 17K, 17P, 21K, 17S, 21K, 21U, 130, 130A, 130E, 130Ş, 132G, 134YK, 251, 500T, E-10, KM11, KM21, KM23, KM25, KM29, KM32, KM60, KM70, KM71 |                                                          |
| سوغانليك                | كارتآل   | حافلات İETT: 16C, 16KH, 16S, 16Z, 17K, 17P, 21K, 130, 130A, 130E, 130Ş, 132G, 132M, 134GK, 251, 500T, E-10, KM11, KM12, KM21, KM23, KM25, KM29, KM32, KM60, KM70, KM71 |                                                          |
| كارتآل                  | كارتآل   | حافلات İETT: 16C, 16KH, 16S, 16Z, 17K, 17P, 21K, 130, 130A, 130E, 130Ş, 131K, 131V, 131Y, 132C, 132ÇK, 132G, 132M, 132N, 132S, 132T, 132Y, 132Z, 134, 134CK, 134GK, 134K, 134UK, 251, 500T, E-10, KM11, KM12, KM21, KM23, KM25, KM29, KM31, KM32, KM60, KM70, KM71                                                                         |                                                          |
| يقجيك عدنان قهوجي       | كارتآل   | حافلات İETT: 16C, 16KH, 16Z, 17K, 17P, 130, 130A, 130E, 130Ş, 132G, 132Ş, 132T, 251, 500T, E-10, KM11, KM12, KM23, KM25, KM29 |                                                          |
| بنديك                   | بنديك    | حافلات İETT: 16C, 16KH, 16Z, 17K, 17P, 130, 130A, 130E, 130G, 130Ş, 132, 132A, 132B, 132D, 132E, 132H, 132K, 132P, 132G, 133GP, 132T, 132Y, 251, 500T, E-9, E-10, KM10, KM11, KM12, KM13, KM23, KM24, KM25, KM28, KM29 |                                                          |
| طفشان تبة               | بنديك    | حافلات İETT: 16KH, 17K, 17P, 130, 130A, 130E, 130Ş, 132F, 132T, 132Y, 500T, E-9, KM2, KM10, KM11, KM12, KM13, KM14, KM23, KM24, KM29 |                                                          |
| مستشفى فوزي شقماق       | بنديك    | حافلات İETT: 16KH, 132P, 132V, 132Y, KM29 |                                                          |
| يايالار - شيخلي         | بنديك    | حافلات İETT: 16KH, 132, 132A, 132B, 132D, 132E, 132H, 133GP, 133Ü, E-10, KM18, KM25, KM27, KM28, KM29 |                                                          |
| كرت كوي                 | بنديك    | حافلات İETT: 16KH, 132, 132A, 132B, 132D, 132E, 132H, 133GP, 133Ü, E-10, KM18, KM25, KM27, KM28, KM29, KM37 |                                                          |
| مطار صبيحة غوكشن الدولي | بنديك    | حافلات İETT: E-3, E-9, E-10, E-11 حافلات Havabüs: SG-1, SG-2 |                                                          |

## الخط الفرعي
بالإضافة إلى الخط الأساسي، يمتلك الM4 خط فرعي يسمى M4B ولا زال تحت الإنشاء، يبدأ من قاضي كوي إلى محطة مرمراي إيتشميلير، ينفصل هذا الخط عن الخط الأساسي بعد محطة طفشان تبة.
المحطات التي تلي من بعد محطة طفشان تبة:
| المحطة        | المنطقة | تحويلات                                                                                                | ملاحظات                  |
| ------------- | ------- | --- | ------------------------ |
| مركز قاينارجا | بنديك   | حافلات İETT: 16KH, 132V, 132Y, 133A, KM2, KM14, KM23, KM29                                             | حديقة قاينارجا الإقليمية |
| تشام تششمة    | بنديك   | حافلات İETT: 132F, 133K, KM2, KM17, KM24                                                               |                          |
| كافاك بينار   | بنديك   | حافلات İETT: 133K, KM2, KM23, KM24                                                                     |                          |
| إسن يالي      | بنديك   | حافلات İETT: 130E, 133KT, KM11, KM14, KM17, MR61                                                       |                          |
| آيدن تبة      | طزلا    | ・⛴️(طزلا) حافلات İETT: 130A, 130H, 130Ş, 130ŞT, 133Ş, 133T, 500T, KM10, KM12, KM13, MR61              | ميناء عبارات İDO         |
| إيتشميلير     | طزلا    | حافلات İETT: 130A, 130E, 130H, 130Ş, 130ŞT, 130T, 133M, 133P, 133Ş, 133T, 500T, KM10, KM12, KM13, MR61 | مستشفى طزلا الوطنية      |

## المركبات

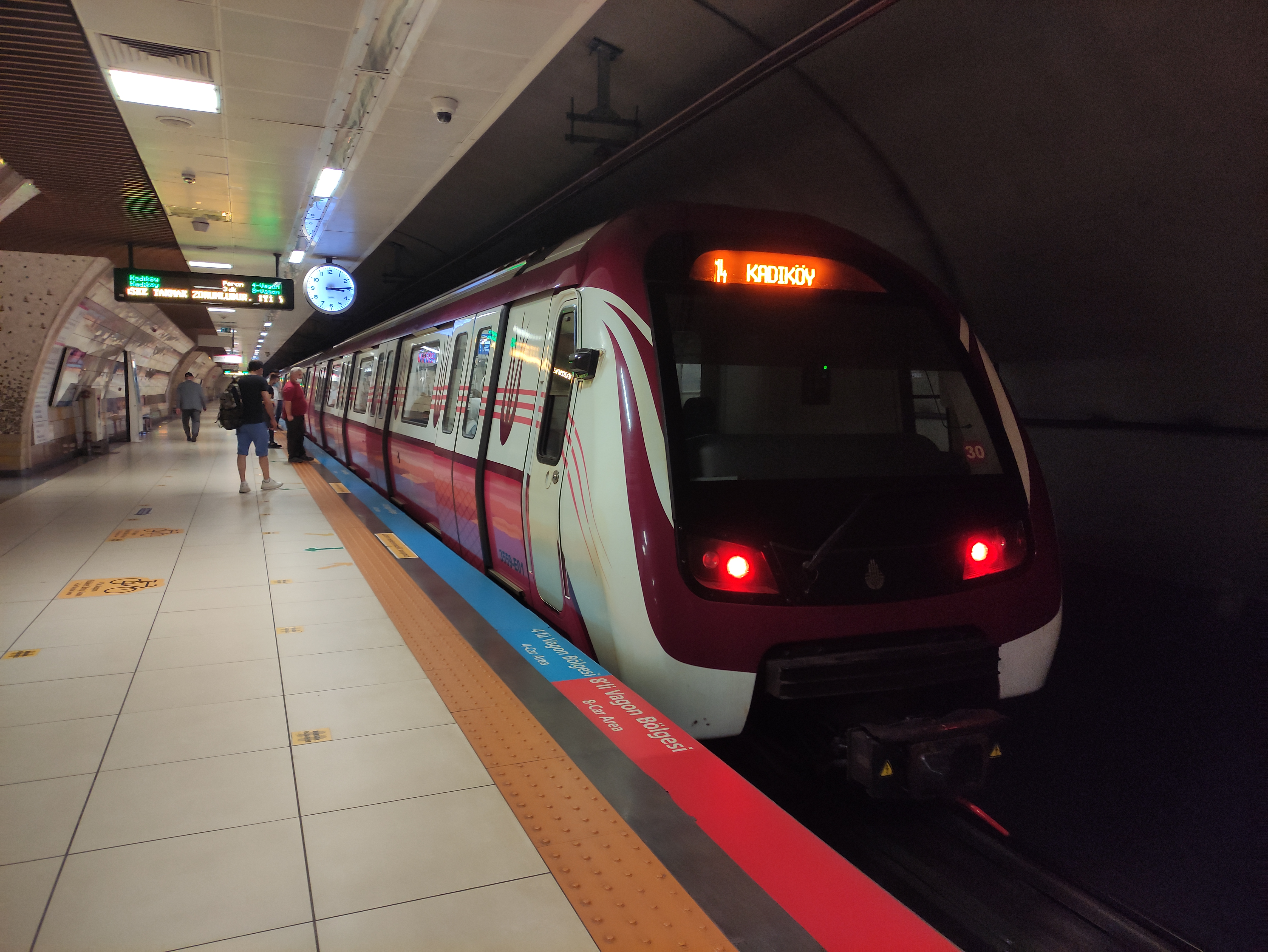
مترو M4 في محطة بنديك

القطار يستخدم مركبات CAF الإسبانية، إستلمتهم البلدية في 11 يناير 2011.

## روابط خارجية
- الموقع الرسمي